# Gujeolpan
Il gujeolpan (구절판?, 九節坂?, gujeolpanLR, kujŏlp'anMR) è un piatto della cucina coreana di corte. La sua particolarità è quella di essere servito su un piatto di legno ottagonale o suddiviso in otto parti più una centrale: in ciascuno spicchio viene posto un alimento e, al centro, delle frittelle di farina chiamate jeol.
Il nome del piatto richiama questa caratteristica estetica, è infatti composto dalle parole hangŭl "gu" (구, che significa nove), "jeol" (절?, che significa parti) e "pan" (판?, che significa piatto), quindi il suo nome vuol dire a tutti gli effetti "piatto in nove parti".

## Preparazione
Molti ingredienti fanno parte della preparazione del piatto. Si prediligono quelli di stagione specialmente per il namul, perciò esistono molte varianti del gujeolpan in base al periodo dell'anno o alla regione.
La ricetta più tipica prevede che ci siano diverse varietà di ortaggi come carote, funghi, germogli di fagiolo, porri, ravanelli, ecc. solitamente tagliati a julienne. Insieme alla verdura è prevista una o più varietà di carne o di pesce.
La sezione centrale, separata dagli spicchi dell'ottagono, è di solito riservata per le miljeonbyeong, delle frittelle circolari di piccole dimensioni fatte di farina di grano, a metà tra la crespella e la tortilla, che vengono utilizzate dai commensali per avvolgere ogni boccone degli altri ingredienti disposti.

## Il piatto
Il supporto che contiene il gujeolpan è parte stessa della sua particolarità, a cominciare dalla caratteristica forma ottagonale suddivisa in otto spicchi più quello centrale. In origine era realizzato in legno e poteva essere o naturale o laccato o intarsiato con elaborati disegni e permetteva di servire molti piatti in una sola volta. Oggi viene realizzato anche di plastica, mentre in certi casi è la disposizione delle pietanze a subire una variazione rispetto alla tradizione.
Fondamentale è che gli ingredienti che vengono posti in ciascun spicchio assumano un aspetto gradevole. Questo dipende sia dall'accostamento cromatico tra le diverse pietanze, che hanno colori differenti tra loro, sia dal quantitativo di ogni ingrediente che viene arrangiato nello spazio apposito.
Si dice che la scrittrice Pearl S. Buck sia rimasta molto impressionata dalla grazia di questa disposizione e che si sia rifiutata di assaggiare la pietanza per non rovinarla.

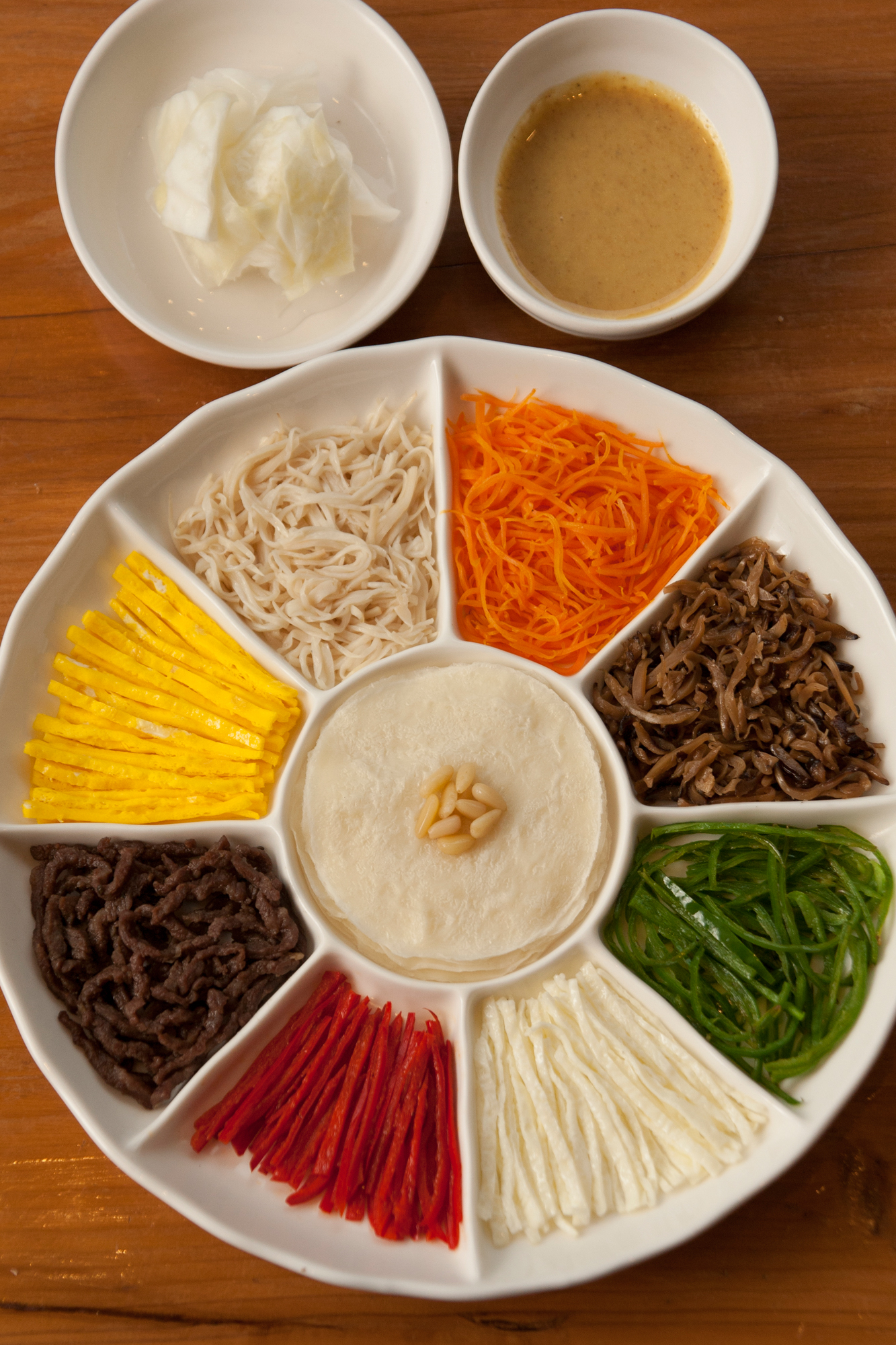
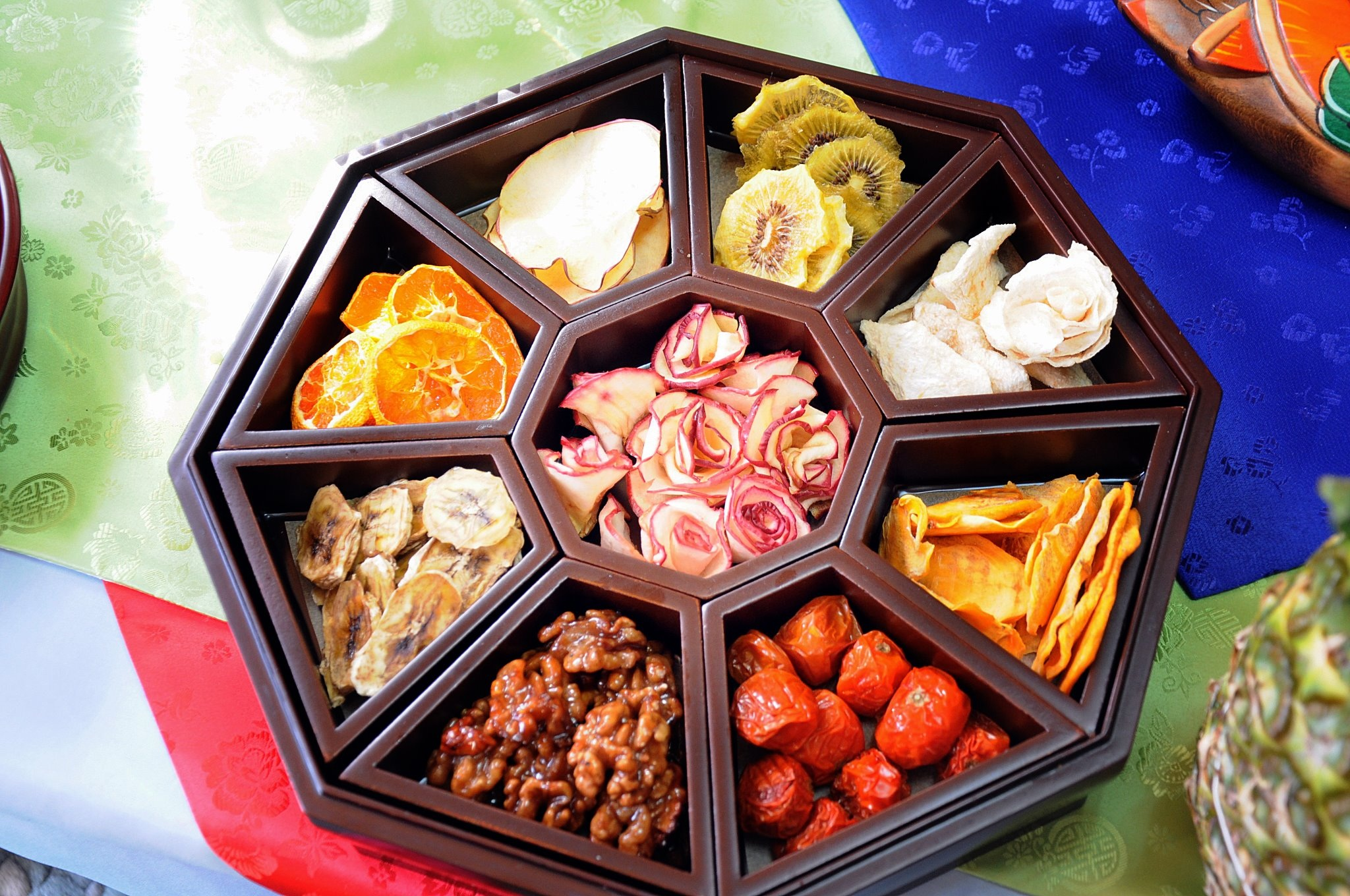
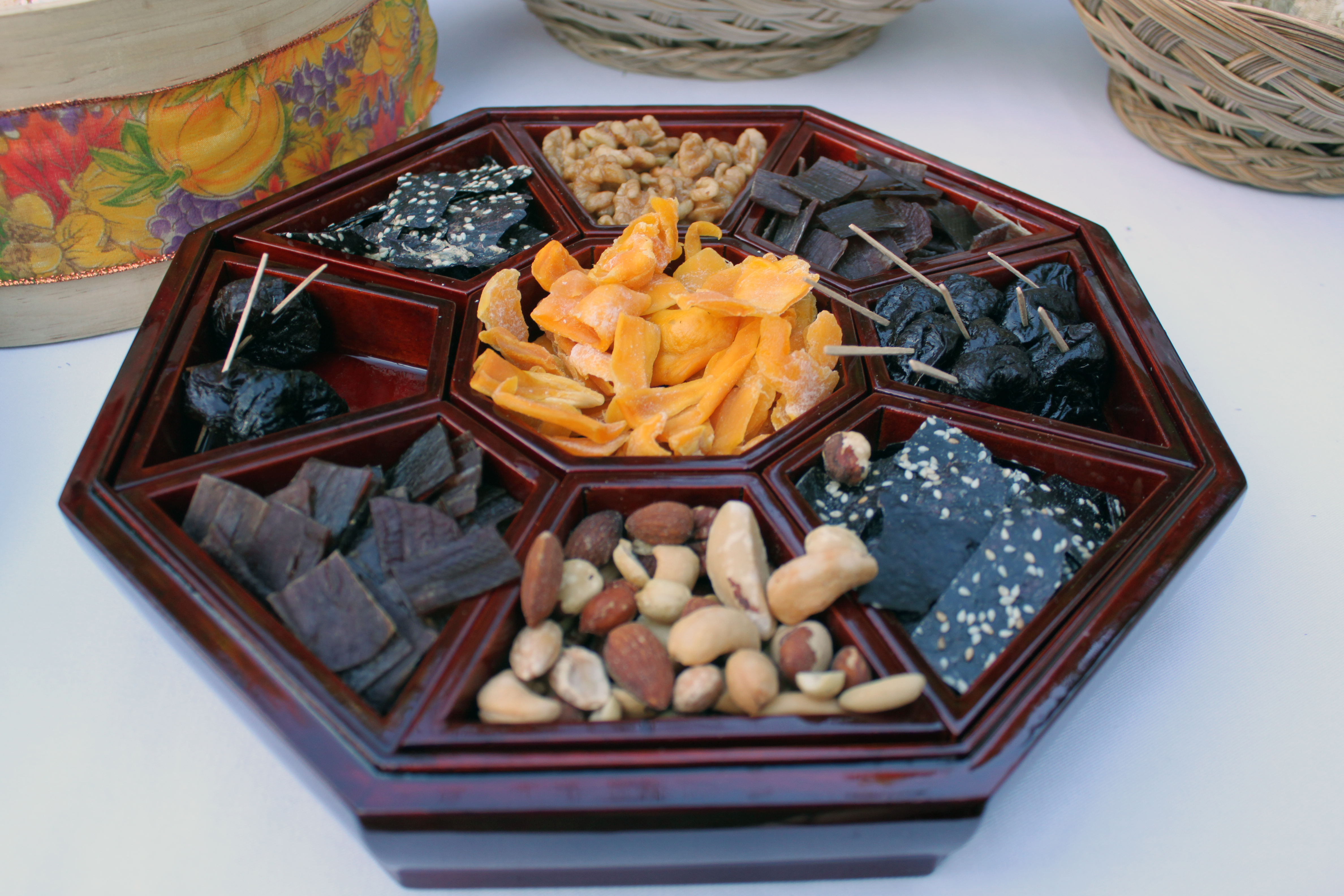
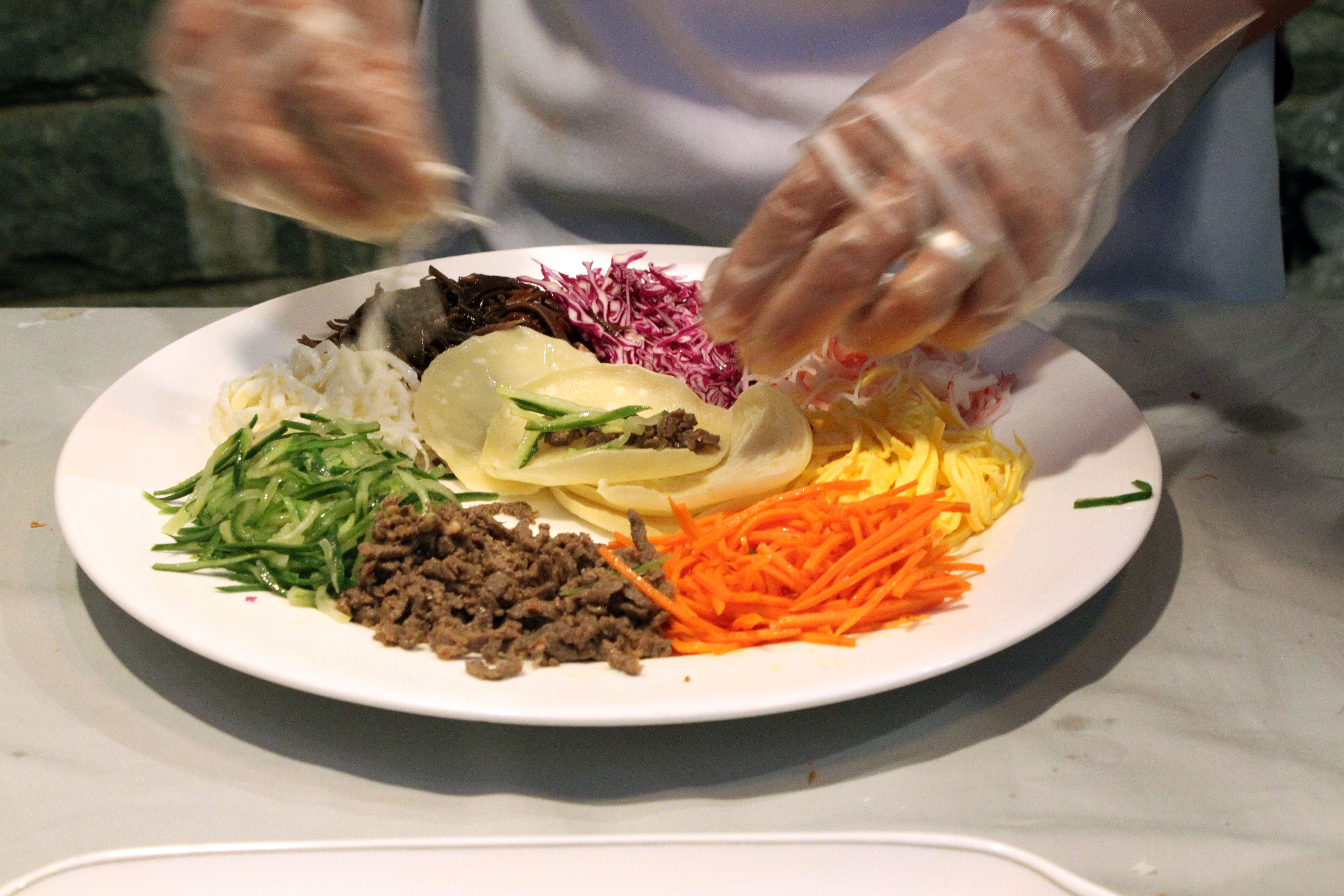
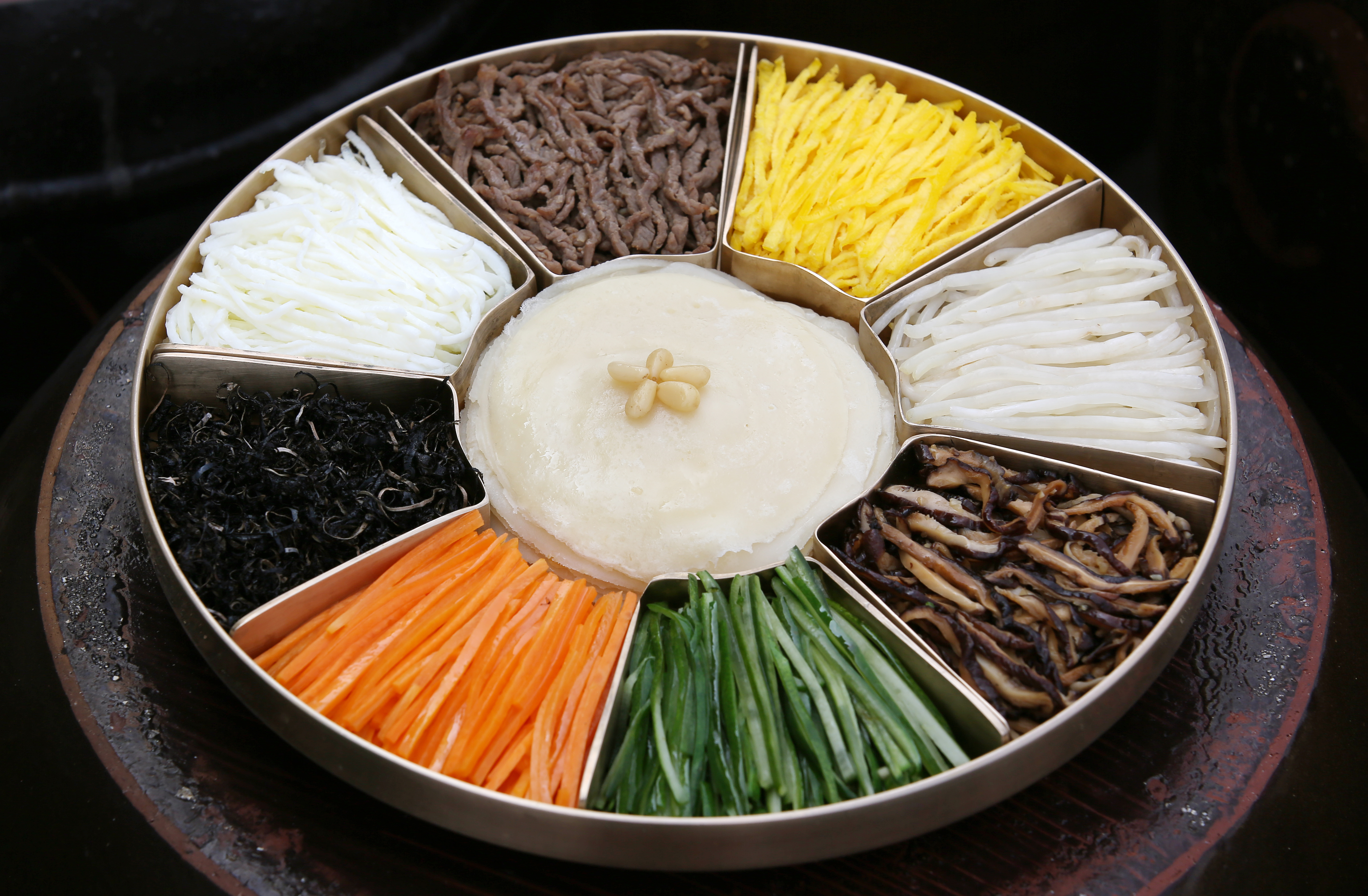
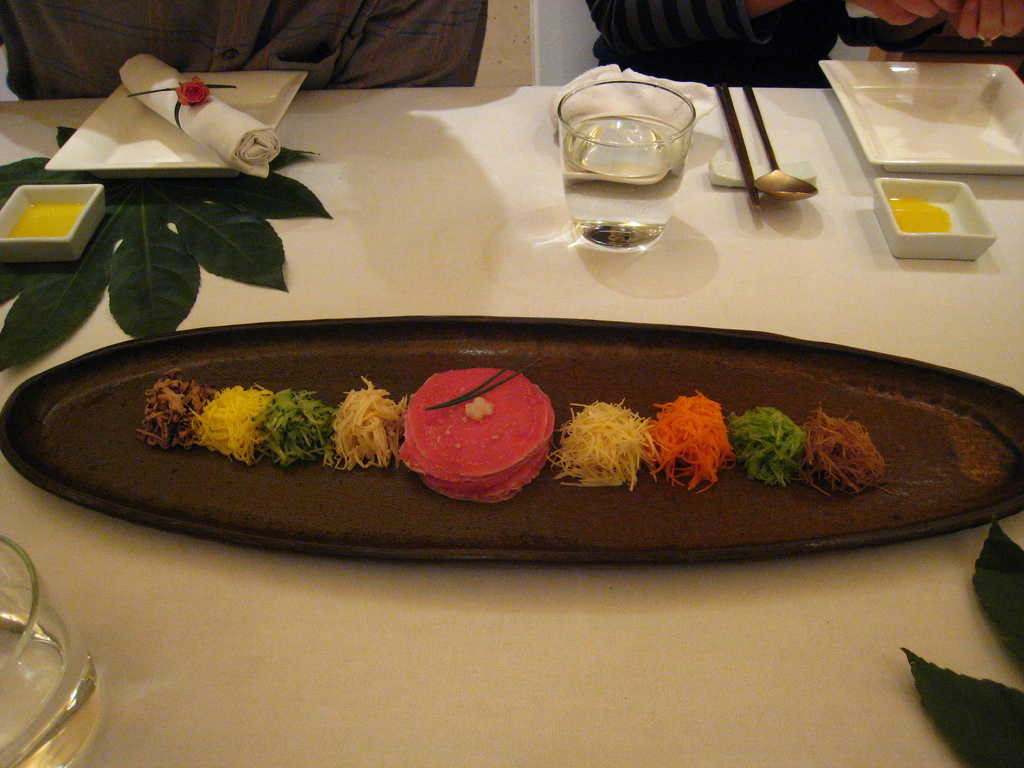
Disposizione moderna del gujeolpan.

## Consumo
Sebbene in origine fosse un piatto riservati ai più ricchi, oggi è consumabile da chiunque nei ristoranti specializzati nella cucina antica della corte coreana.

## Storia
La storia di questa pietanza è legata alla longeva dinastia Joseon che regnò a lungo sulla Corea. La sua nascita si pensa sia avvenuta intorno al XIV secolo come prelibatezza per i cortigiani e i re, in quanto gli ingredienti erano per l'epoca rari e costosi. Manufatti storici per il gujeolpan appartenuti alla famiglia reale sono oggi visibili nei musei e negli allestimenti delle tavole imbandite dei reali.